# Pont de Choisy
Le pont de Choisy est un pont qui traverse la Seine à Choisy-le-Roi.  Il est situé à proximité de la gare de Choisy-le-Roi, sur l'itinéraire de l'ex-RN 186 et du Trans-Val-de-Marne (TVM).

## Historique

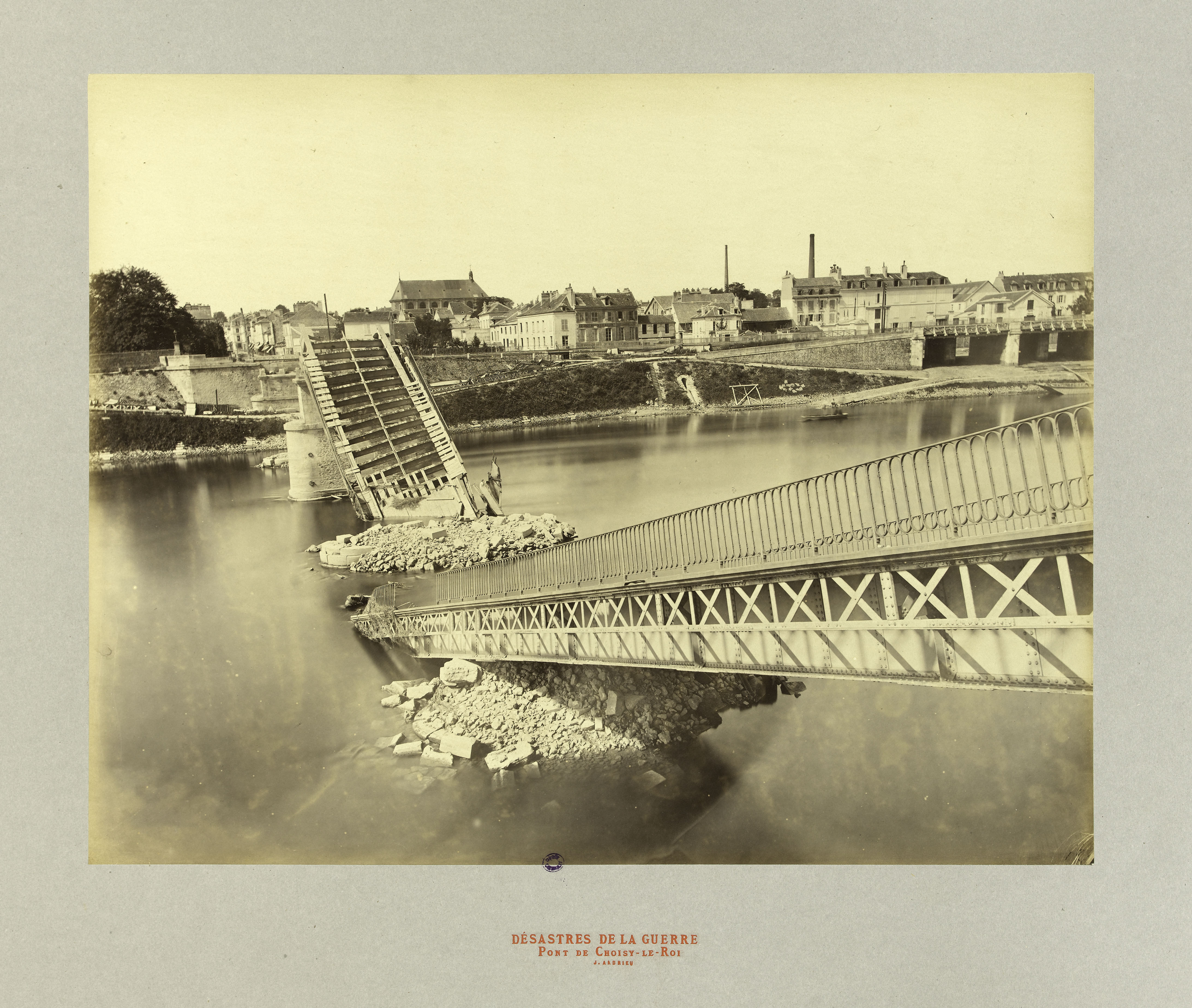
Le pont de Choisy-le-Roi pendant la Commune de Paris, photographie de Jean Andrieu, 1871.

Un premier pont a été construit en 1809 par Davia. Il est détruit pendant la guerre de 1870, puis reconstruit.
Le pont actuel, en poutre-caisson, a été construit par l'entreprise Campenon-Bernard entre août 1962 et août 1965. Il a été conçu par Albert Grégoire, architecte en chef des bâtiments civils et palais nationaux, et la réalisation confiée à Jean Muller et Jacques Mathivat sous la direction de Jean Chaudesaigues.
Le pont a été construit en béton précontraint par encorbellement symétrique à l'aide de voussoirs préfabriqués à joints conjugués collés en place par une résine en époxy au moment de la mise en tension de câbles de précontrainte. C'est la première application de cette méthode de construction en France.
Le pont a une longueur de 131 m en trois travées de 38 m, 55 m et 38 m. Il est constitué de deux tabliers parallèles de 14 m de largeur. Chaque tablier est posé sur des piles composées de voiles souples qui permettent d'encastrer le voussoir sur la pile tout en autorisant le déplacement longitudinal dû au retrait, au fluage et aux variations de température.
Entre fin 2017 et début 2019, des travaux ont été effectués pour élargir le pont, permettant notamment la mise en place d'une passerelle cyclable.